# Кравченко Анатолій Іванович (поет)
Кравченко Анатолій Іванович (нар. 1937, м. Єнакієве, Донецька область) — український поет письменник, публіцист, перекладач, лауреат п'яти літературних премій, в тому числі престижної премії імені Миколи Ушакова та Міжнародної премії імені Володимира Винниченка, а також премії ім. Г.Сковороди (у 2013р.). Член Національної спілки письменників України з 1967 р.

## Життєпис
1968р. Закінчив Літературний інститут ім. О. М. Горького (Москва).
Працював в пресі, видавництві “Донбас”. Перші твори (вірші) опублікував у 1957 році.
1974-1984 рр. - головній редактор журналу “Донбас” .
З 1984 р. - голова правління Донецької організації СПУ.

### З 1991 р. - секретар Ради НаціональноїСпілки письменників України.
Збірники його поезії переведені багатьма іноземними мовами, зокрема болгарською, польською, грецькою, німецькою, монгольською, хорватською, практично усіма мовами країн СНД.
Головна тема в творчості Анатолія Кравченко - філософські роздуми про життя і історії, болю і муки його сучасників.
На вірші поета написані популярні пісні такими відомими композиторами, як Едуард Колмановський, Степан Сабадаш, Євген Зубцов, Іван Карабиць та ін., А першими їх виконавцями були не менш відомі Марк Бернес, Лев Лещенко, Юрій Богатиков та багато інших майстрів естради.
Діти:
Кравченко Андрій
,

## Творчий доробок
Автор поетичних збірок:
- «Перед восхождением» (1962),
- «Сто шагов к солнцу» (1966),
- «Дни» (1972),
- «Близость» (Київ, 1974),
- «Шестой океан» (1977),
- «Заветные холсты»(1980),
- «Донецкая рябина» (1982),
- «Камень-эхо» (Москва, 1984),
- «Високосный день» (1985),
- «Наедине с судьбой», «Третья смена», «Горячий берег», «Зарницы», «Любить и верить» (1988),
- «Неоконченное свидание» (1989),
- «Наедине с судьбой» (Д., 1991),
- «Скифское небо» (Москва, 1997),
- «День, отмеченный камешком белым» (2003),
- «Уривок з вічності» (2007, Донецьк), та ін.

Книгу перекладів з зарубіжної поезії «Молнии и гвоздики» було видано у 1983 році. «Доброта» - збірка обраних поезій (1986р.).
Збірка художньо-документальних нарисів «Чувство времени» виїшла в світ у 1986 році.
«Юноша в красном» збірка повістей та оповідань (Київ, 1991).